# RuPaul's Drag Race All Stars
RuPaul's Drag Race All Stars je američka natjecateljska reality televizijska emisija, nastavak emisije RuPaul's Drag Race. Emisiju proizvodi World of Wonder, a prikazivala se u SAD-u na Logo TV-u i na VH1, a od šeste sezone na usluzi Paramount+. Emisija se u ostatku svijeta prikazuje na usluzi WOW Presents Plus, a peta i šesta sezona i na Netflixu.
Emisija prikazuje povratak prethodnih natjecatelja izvorne emisije RuPaul's Drag Race koji, kao i u izvorniku, kroz brojne izazove nastoje osvojiti titulu pobjednika. Natjecatelj proglašen pobjednikom osvaja novčanu nagradu te mjesto u kući slavnih „kraljica” Drag Racea (eng. Drag Race Hall of Fame). U sedmoj sezoni iznimno su se natjecali odabrani prijašnji pobjednici i to za titulu kraljice svih kraljica (eng. Queen of All Queens). RuPaul ima ulogu voditelja, mentora i glavnog člana žirija, a na panelu sudaca trenutno mu se pridružuju Michelle Visage, Carson Kressley, Ross Mathews i Ts Madison.
Emisija je inspirirala nekoliko nastavaka unutar serijala Drag Race. Od 2022. godine prikazuje se britanski RuPaul's Drag Race: UK vs. the World, emisija u kojoj se vraćaju prethodni natjecatelji iz raznih međunarodnih verzija Drag Racea. Po istom formatu s međunarodnim natjecateljima nastala je i kanadska emisija Canada's Drag Race: Canada vs. the World. Godine 2024., španjolska inačica Drag Racea je također dobila svoj All Stars nastavak pod nazivom Drag Race España All Stars.

## Produkcija

### Format
All Stars načelno koristi isti format kao i svaka inačica emisije u serijalu, samo što su natjecatelji povratnici iz prethodnih sezona izvorne emisije. Kroz svaku sezonu se testiraju sposobnosti natjecatelja kroz razne glumačke, glazbene, i modne izazove. Svaka epizoda se sastoji od tzv. „mini„ izazova, glavnog „maxi” izazova, modne revije, kritike žirija te lipsync duela. Međutim, All Stars je kroz svojih osam sezona upotrebljavao drugačije formate glede načina na koji natjecatelji pobjeđuju izazove i budu eliminirani iz natjecanja:
- 1. sezona: natjecatelji se natječu u parovima. Žiri u svakoj epizodi bira pobjednički par te dva najlošija para koja se moraju suočiti u lipsnc duelu (eng. Lipsync for Your Life), tj. iz svakog para prema odluci natjecatelja sudjeluje jedna kraljica. U finalnoj epizodi, natjecatelji se natječu individualno, tj. upotrebljava se uobičajeni format izvorne emisije.[8]
- 2.–4. sezona: žiri u svakoj epizodi odabire dva pobjednika koji se suočavaju u pobjedničkome lipsync duelu (eng. Lipsync for Your Legacy).[9] Pobjednik duela osvaja novčanu nagradu te donosi odluku o tome koji od natjecatelja koji su odbirem žirija stavljeni pred eliminaciju napušta emisiju.
- 5.–6. i 8. sezona: žiri u svakoj epizodi odabire jednog pobjednika koji se u lipsync duelu (eng. Lipsync for Your Legacy) suočava s gostujućom „kraljicom”, bivšom natjecateljicom iz jedne od prethodnih sezona. Ako pobjednik izazova pobjedi u duelu, osvaja novčanu nagradu te donosi odluku o tome koji od natjecatelja koji su odbirem žirija stavljeni pred eliminaciju napušta emisiju. Ako gostujuća „kraljica” pobjedi u duelu, novčana nagrada se prenosi na idući tjedan, a odluku o eliminaciji donose svi ostali natjecatelji većinskim glasom.[10]

- 7. sezona:  u ovoj sezoni nema eliminacija. Žiri u svakoj epizodi odabire dva pobjednika koji se suočavaju u lipsync duelu (eng. Lipsync for Your Legacy). Pobjednik duela osvaja novčanu nagradu i „legendarnu zvjezdicu” (eng. Legendary Legend Star)[11]   te dobiva priliku da jednog od natjecatelja „blokira”, tj. spriječi od osvajanja zvjezdice u idućoj emisiji. Na kraju sezone, natjecatelji s najviše sakupljenih zvjezdica prolaze u finale.[12]
- 9. sezona: prati isti format kao i 7. sezona, samo što pobjednici lipsync dvoboja dobivaju bedževe zvane Beautiful Benefactress Badge, a novac koji osvoje doniraju u dobrotvorne svrhe.[13]

### Suci
RuPaul predsjeda panelom sudaca i ima glavnu riječ. Druga glavna sutkinja kroz sve sezone emisije je Michelle Visage. Panelu se od druge sezone kao glavni sudac pridružuje Carson Kressley, a od treće sezone i Ross Mathews, koji je u prve dvije sezone imao ulogu gostujućeg suca. Od osme sezone, glavna sutkinja je i Ts Madison. Bivši glavni suci su i Santino Rice (u prvoj sezoni) i Todrick Hall (u drugoj sezoni). Kao i RuPaul's Drag Race, emisija u gotovo svakoj epizodi ugošćuje i dodatnog suca, poznatu osobu iz svijeta glume, glazbe, plesa, mode i sl. U All Starsu su do sada gostovali  Aubrey Plaza, Vanessa Hudgens, Ricky Martin, Bebe Rexha i mnogi drugi.  

### Natjecatelji
U emisiji se natječu drag kraljice iz izvorne američke emisije. 

## Pregled emisije
| Sezona | Sezona | Epizode | Epizode | Originalno emitiranje | Originalno emitiranje | Originalno emitiranje | Broj natjecatelja | Pobjednica                     | Pratilja                        |
| Sezona | Sezona | Epizode | Epizode | Premijera             | Finale                | Mreža                 | Broj natjecatelja | Pobjednica                     | Pratilja                        |
| ------ | ------ | ------- | ------- | --------------------- | --------------------- | --------------------- | ----------------- | ------------------------------ | ------------------------------- |
|        | 1.     | 6       | 6       | 22. listopada 2012.   | 26. studenoga 2012.   | Logo TV               | 12                | Chad Michaels                  | Raven                           |
|        | 2.     | 9       | 9       | 25. kolovoza 2016.    | 27. listopada 2016.   | Logo TV               | 10                | Alaska                         | DetoxKatya                      |
|        | 3.     | 8       | 8       | 25. siječnja 2018.    | 15. ožujka 2018.      | VH1                   | 10                | Trixie Mattel                  | Kennedy Davenport               |
|        | 4.     | 10      | 10      | 14. prosinca 2018.    | 15. veljače 2019.     | VH1                   | 10                | Monét X ChangeTrinity the Tuck | —                               |
|        | 5.     | 8       | 8       | 5. lipnja 2020.       | 24. srpnja 2020.      | VH1                   | 10                | Shea Couleé                    | JujubeeMiz Cracker              |
|        | 6.     | 12      | 12      | 24. lipnja 2021.      | 2. rujna 2021.        | Paramount+            | 13                | Kylie Sonique Love             | Eureka!Ginger MinjRa'Jah O'Hara |
|        | 7.     | 12      | 12      | 20. svibnja 2022.     | 29. srpnja 2022.      | Paramount+            | 8                 | Jinkx Monsoon                  | Monét X Change                  |
|        | 8.     | 12      | 12      | 12. svibnja 2023.     | 21. srpnja 2023.      | Paramount+            | 12                | Jimbo                          | Kandy Muse                      |
|        | 9.     | 12      | 12      | 17. svibnja 2024.     | 26. srpnja 2024.      | Paramount+            | 12                | Angeria Paris VanMicheals      | Roxxxy AndrewsVanessa Vanjie    |
|        | 10.    | n. p.   | n. p.   | 9. svibnja 2025.      | n. p.                 | Paramount+            | 18                | n. p.                          | n. p.                           |

## Epizode

### Prva sezona (2012.)
Prva se sezona prikazivala na Logo TV-u od 22. listopada do 26. studenoga 2012. godine. Natjecale su se razne drag kraljice iz prve četiri sezone izvorne emisije RuPaul's Drag Race. Kraljice su se natjecale u parovima, osim u finalnoj epizodi gdje su se prestala četiri finalista natjecala individualno. Pobjednikom sezone bio je proglašen Chad Michaels koji je izvorno bio drugoplasirani u četvrtoj sezoni.
S obzirom da su se natjecatelji ove sezone natjecali u parovima, neki od njih su se kasnije vratilu u novije sezone All Starsa kako bi dobili priliku da se natječu individualno. Manila Luzon i Latrice Royale vratile su se u četvrtoj sezoni All Starsa, Alexis Mateo i Jujubee u trećoj sezoni te Pandora Boxx i Yara Sofia u šestoj sezoni. 
| Br. u seriji | Br. u sezoni | Naslov                  | Pobjeda                    | Eliminacija                | Prikazivanje        |
| ------------ | ------------ | ----------------------- | -------------------------- | -------------------------- | ------------------- |
| 1.           | 1.           | "It Takes Two"          | Latrice RoyaleManila Luzon | Mimi ImfurstPandora Boxx   | 22. listopada 2012. |
| 2.           | 2.           | "RuPaul's Gaff-In"      | Alexis MateoYara Sofia     | Nina FlowersTammie Brown   | 29. listopada 2012. |
| 3.           | 3.           | "Queens Behaving Badly" | Chad MichaelsShannel       | Latrice RoyaleManila Luzon | 5. studenoga 2012.  |
| 4.           | 4.           | "All-Star Girl Groups"  | Chad MichaelsShannel       | Alexis MateoYara Sofia     | 12. studenoga 2012. |
| 5.           | 5.           | "Dynamic Drag Duos"     | Chad MichaelsShannel       | —                          | 19. studenoga 2012. |
| 6.           | 6.           | "The Grand Finale"      | Chad Michaels              | RavenJujubeeShannel        | 26. studenoga 2012. |

### Druga sezona (2016.)
Natjecatelji druge sezone bili su predstavljeni  17. lipnja 2016. godine, a sezona je s prikazivanjem započela 25. kolovoza iste godine. Iz izvorne emisije vratilo se desetero drag kraljica: Tatianna iz druge sezone, PhiPhi O'Hara iz četvrte sezone, Alaska, Alyssa Edwards, Coco Montrese, Detox i Roxxxy Andrews iz pete sezone, Adore Delano iz šeste sezone, te Ginger Minj i Katya iz sedme sezone.
Glavni preokret druge sezone bila su nova pravila eliminacije. Žiri je svakoga tjedna birao dva pobjednika koji su nastupali u pobjedničkom lipsync dvoboju. Pobjednik dvoboja odlučio je koja od kraljica pred eliminacijom napušta natjecanje. Adore Delano je svojevoljno napustila natjecanje u drugoj epizodi prije sudjelovanja u glavnom izazovu. U petoj epizodi, sve eliminirane kraljice (osim Delano) vratile su se u emisiju kako bi sudjelovale u tjednom izazovu, a najbolja od njih dobila je priliku da se vrati u natjecanje. Odlukom RuPaula, Alyssa Edwards i Tatianna obje su su se vratile u natjecanje. 
Alaska, Detox, Katya i Roxxxy Andrews bile su finalistice sezone. RuPaul je eliminirao Andrews, a Alaska, Detox i Katya sudjelovale su u finalnom lipsync dvoboju nakon kojeg je Alaska proglašena pobjednicom sezone. Osvojila je mjesto u hodniku slavnih kraljica Drag Racea, godišnju zalihu šminke Anastasia Beverly Hills te novčanu nagradu od 100 tisuća američkih dolara.
Nakon finala, dana 27. listopada 2016. godine prikazala se i posebna epizoda u kojoj su se svi natjecatelji ponovno okupili s RuPaulom kako bi raspravljali o sezoni. 
| Br. u seriji | Br. u sezoni | Naslov                              | Pobjeda                           | Eliminacija              | Prikazivanje        |
| ------------ | ------------ | ----------------------------------- | --------------------------------- | ------------------------ | ------------------- |
| 7.           | 1.           | "All Star Talent Show Extravaganza" | Roxxxy Andrews                    | Coco Montrese            | 25. kolovoza 2016.  |
| 8.           | 2.           | "All Stars Snatch Game"             | Alaska                            | TatiannaAdore Delano     | 1. rujna 2016.      |
| 9.           | 3.           | "HERstory of the World"             | Alyssa Edwards                    | Ginger Minj              | 8. rujna 2016.      |
| 10.          | 4.           | "Drag Movie Shequels"               | Alaska                            | Alyssa Edwards           | 15. rujna 2016.     |
| 11.          | 5.           | "Revenge of the Queens"             | AlaskaAlyssa EdwardsDetoxTatianna | Phi Phi O'Hara           | 22. rujna 2016.     |
| 12.          | 6.           | "Drag Fish Tank"                    | Alaska                            | Tatianna                 | 29. rujna 2016.     |
| 13.          | 7.           | "Family That Drags Together"        | Detox                             | Alyssa Edwards           | 6. listopada 2016.  |
| 14.          | 8.           | "All Stars Supergroup"              | Alaska                            | DetoxKatyaRoxxxy Andrews | 13. listopada 2016. |
| 15.          | 9.           | "Reunited"                          | —                                 | —                        | 27. listopada 2016. |

### Treća sezona (2018.)
Natjecatelji treće sezone bili su predstavljeni 20. listopada 2017. godine. Prikazivanje sezone trajalo je od 25. siječnja do 15. ožujka 2018. godine. Kao i deveta sezona izvorne emisije iz 2017. godine, All Stars se od treće sezone počinje prikazivati na kanalu VH1, za razliku od prethodne dvije sezone koje su se prikazale na Logo TV-u. Sezona je imala isti format kao i prethodna sezona.
Natjecale su se Shangela iz druge i treće sezone izvorne emisije, Morgan McMichaels	iz druge sezone, BenDeLaCreme i Milk iz šeste sezone, Kennedy Davenport iz sedme sezone, ChiChi DeVayne i Thorogy Thor iz osme sezone te Aja iz devete sezone. U premijernoj epizodi otkriveno je da se kao jedna od natjecateljica vraća i BeBe Zahara Benet, pobjednice prve sezone izvorne emisije koja je svojim sudjelovanjem postala prva pobjednica koja se ikada vratila u natjecanje.  
BenDeLaCreme je odustala od natjecanja u šestoj epizodi eliminiravši samu sebe nakon što je bila u Top 2 u pet od šest epizoda. Svojom pobjedom u šestoj epizodi dobila je priliku da vrati jednu od eliminiranih kraljica u natjecanje, a odabrala je Morgan McMichaels. U posljednjoj epizodi sezone, sve eliminirane kraljice vratile su se kako bi izglasale Top 2 natjecatelja među finalistima koji su se sastojali od Trixie Mattel, Kennedy Davenport, BeBe Zahare Benet i Shangele. Eliminirane kraljice odabrale su Mattel i Davenport, a nakon finalnog lipsync dvoboja između njih, RuPaul je proglasio Trixie Mattel pobjednicom sezone. 
| Br. u seriji | Br. u sezoni | Naslov                                             | Pobjeda              | Eliminacija                                | Prikazivanje        |
| ------------ | ------------ | -------------------------------------------------- | -------------------- | ------------------------------------------ | ------------------- |
| 16.          | 0.           | "Exclusive Queen RuVeal"                           | —                    | —                                          | 20. listopada 2017. |
| 17.          | 1.           | "All-Star Variety Show"                            | BenDeLaCreme         | Morgan McMichaels                          | 25. siječnja 2018.  |
| 18.          | 2.           | "Divas Lip Sync Live"                              | Shangela             | Thorgy Thor                                | 1. veljače 2018.    |
| 19.          | 3.           | "The B*tchelor"                                    | Kennedy Davenport    | Milk                                       | 8. veljače 2018.    |
| 20.          | 4.           | "All Stars Snatch Game"                            | ShangelaBenDeLaCreme | Chi Chi DeVayne                            | 15. veljače 2018.   |
| 21.          | 5.           | "Pop Art Ball"                                     | BeBe Zahara Benet    | Aja                                        | 22. veljače 2018.   |
| 22.          | 6.           | "Handmaids to Kitty Girls"                         | BenDeLaCreme         | BenDeLaCreme                               | 1. ožujka 2018.     |
| 23.          | 7.           | "My Best Squirrelfriend's Dragsmaids Wedding Trip" | Shangela             | Morgan McMichaels                          | 8. ožujka 2018.     |
| 24.          | 8.           | "A Jury of Their Queers"                           | Trixie Mattel        | Kennedy DavenportBeBe Zahara BenetShangela | 15. ožujka 2018.    |

### Četvrta sezona (2018.–2019.)
Natjecatelji četvrte sezone bili su predstavljeni 9. studenoga 2018. godine. Natjecale su se Gia Gunn iz šeste sezone izvorne američke emisije, Jasmine Masters iz sedme sezone, Naomi Smalls iz osme sezone, Trinity The Tuck, Valentina i Farrah Moan iz devete sezone, te Monét X Change i Monique Heart iz desete sezone. U natjecanje su se vratile i Manila Luzon i Latrice Royale koje su se prethodno već natjecale u prvoj sezoni All Starsa, postavši tako prve dvije kraljice koje su se dva puta vratile u All Stars.
U šestoj epizodi održao se niz lipsync dvoboja između preostalih kraljica i eliminiranih kraljica. Pobijedivši u svom dvoboju, Latrice Royale se vratila u natjecanje. U finalu sezone po prvi su puta u serijalu Drag Race bila proglašena dva pobjednika: Monét X Change i Trinity The Tuck. 
| Br. u seriji | Br. u sezoni | Naslov                              | Pobjeda                        | Eliminacija               | Prikazivanje       |
| ------------ | ------------ | ----------------------------------- | ------------------------------ | ------------------------- | ------------------ |
| 25.          | 1.           | "All Star Super Queen Variety Show" | Trinity The Tuck               | Jasmine Masters           | 14. prosinca 2018. |
| 26.          | 2.           | "Super Girl Groups, Henny"          | Valentina                      | Farrah Moan               | 21. prosinca 2018. |
| 27.          | 3.           | "Snatch Game of Love"               | Manila Luzon                   | Gia Gunn                  | 28. prosinca 2018. |
| 28.          | 4.           | "Jersey Justice"                    | Monique Heart                  | Latrice Royale            | 4. siječnja 2019.  |
| 29.          | 5.           | "Roast in Peace"                    | Manila LuzonMonét X Change     | —                         | 11. siječnja 2019. |
| 30.          | 6.           | "LaLaPaRUza"                        | —                              | —                         | 18. siječnja 2019. |
| 31.          | 7.           | "Queens of Clubs"                   | Latrice Royale                 | Valentina                 | 25. siječnja 2019. |
| 32.          | 8.           | "RuPaul's Best Judy's Race"         | Naomi Smalls                   | Manila Luzon              | 1. veljače 2019.   |
| 33.          | 9.           | "Sex and the Kitty, Girl 3"         | Trinity The Tuck               | Latrice Royale            | 8. veljače 2019.   |
| 34.          | 10.          | "Super Queen Grand Finale"          | Monét X ChangeTrinity The Tuck | Monique HeartNaomi Smalls | 15. veljače 2019.  |

### Peta sezona (2020.)
Natjecatelji pete sezone bili su predstavljeni 8. svibnja 2020. godine. Natjecale su se Ongina iz prve sezone izvorne američke emisije, Jujubee iz druge sezone i prve sezone All Starsa, Alexis Mateo iz treće sezone i prve sezone All Starsa, India Ferrah i Mariah Paris Balenciaga iz treće sezone, Derrick Barry iz osme sezone, Shea Couleé iz devete sezone te Miz Cracker, Blair St. Clair i Mayhem Miller iz desete sezone.
Format korišten prethodne tri sezone je od pete sezone promijenjen: žiri svakoga tjedna bira jednog tjednog pobjednika koji ulazi u lipsync dvoboj s Lipsync Assassinom, natjecateljem iz prethodnih sezona. Ako tjedni pobjednik pobjedi u dvoboju, osvaja 10 tisuća američkih dolara i priliku da eliminira jednu od kraljica koje je žiri stavio pred eliminaciju, a ako pobjedi Lipsync Assassin, sve ostale kraljice većinskim glasom biraju tko će napustiti natjecanje. U finale su dospjeli Shea Couleé, Jujubee i Miz Cracker a pobjednicom sezone proglašena je Shea Couleé. 
Promotivne slike natjecatelja za ovu sezonu nisu bile snimljene zbog panedmije koronavirusom koja je započela nekoliko mjeseci prije prikazivanja sezone. VH1 je prikazao sezonu od 5. lipnja do 24. srpnja 2020. godine. 
| Br. u seriji | Br. u sezoni | Naslov                             | Pobjeda      | Eliminacija             | Prikazivanje     |
| ------------ | ------------ | ---------------------------------- | ------------ | ----------------------- | ---------------- |
| 35.          | 1.           | "All Star Variety Extravaganza"    | India Ferrah | Derrick Barry           | 5. lipnja 2020.  |
| 36.          | 2.           | "I'm In Love!"                     | Shea Couleé  | Ongina                  | 12. lipnja 2020. |
| 37.          | 3.           | "Get a Room!"                      | Jujubee      | Mariah Paris Balenciaga | 19. lipnja 2020. |
| 38.          | 4.           | "SheMZ"                            | Miz Cracker  | Mayhem Miller           | 26. lipnja 2020. |
| 39.          | 5.           | "Snatch Game of Love"              | Shea Couleé  | India Ferrah            | 3. srpnja 2020.  |
| 40.          | 6.           | "The Charles Family Backyard Ball" | Miz Cracker  | Alexis Mateo            | 10. srpnja 2020. |
| 41.          | 7.           | "Stand-Up Smackdown"               | Miz Cracker  | Blair St. Clair         | 17. srpnja 2020. |
| 42.          | 8.           | "Clap Back!"                       | Shea Couleé' | JujubeeMiz Cracker      | 24. srpnja 2020. |

### Šesta sezona (2021.)
Šesta je sezona bila najavljena 20. kolovoza 2020. godine. Emisija se od ove sezone premjestila na uslugu Paramount+. Natjecatelji šeste sezone bili su predstavljeni 26. svibnja 2021. godine, a sezona se prikazivala od 24. lipnja do 2. rujna iste godine. Po prvi puta se natjecalo trinaest drag kraljica, stoga je šeste sezona najveća sezona po broju natjecatelja.
Natjecale su se Kylie Sonique Loveiz druge sezone izvorne emisije, Pandora Boxx iz druge sezone glavne emisije i prve sezone All Starsa, Yara Sofia iz treće sezone i prve sezone All Starsa, Jiggly Caliente iz četvrte sezone, Serena ChaCha iz pete sezone, Trinity K. Bonet iz pete sezone, Ginger Minj iz sedme sezone i druge sezone All Starsa, Eureka! iz devete i desete sezone, Ra'Jah O'Hara, A'keria C. Davenport, Scarlet Envy i Silky Nutmeg Ganache iz jedanaeste sezone te Jan iz dvanaeste sezone. 
Šesta sezone nastavila je koristiti isti format kao i prethodna peta sezona. Novi preokret u formatu bila je tzv. „igra unutar igre” (eng. Game within a Game), format u kojemu su eliminirane kraljice potajno sudjelovale u nizu lipsync dvoboja kako bi se pobjednica dvoboja vratila u natjecanje. Svi dvoboji bili su prikazani u desetoj epizodi, a u natjecanje se vratila Eureka!. Pobjednicom sezone na kraju je bila proglašena Kylie Sonique Love, koja je time postala prva transrodna pobjednica u svim američkim emisijama iz serijala Drag Race. 
| Br. u seriji | Br. u sezoni | Naslov                                                  | Pobjeda            | Eliminacija                     | Prikazivanje       |
| ------------ | ------------ | ------------------------------------------------------- | ------------------ | ------------------------------- | ------------------ |
| 43.          | 1.           | "All Star Variety Extravaganza"                         | Yara Sofia         | Serena ChaCha                   | 24. lipnja 2021.   |
| 44.          | 2.           | "The Blue Ball"                                         | Ra'Jah O'Hara      | Jiggly Caliente                 | 24. lipnja 2021.   |
| 45.          | 3.           | "Side Hustles"                                          | Trinity K. Bonet   | Silky Nutmeg Ganache            | 1. srpnja 2021.    |
| 46.          | 4.           | "Halftime Headliners"                                   | Jan                | Yara Sofia                      | 8. srpnja 2021.    |
| 47.          | 5.           | "Pink Table Talk"                                       | Ginger Minj        | Scarlet Envy                    | 15. srpnja 2021.   |
| 48.          | 6.           | "Rumerican Horror Story: Coven Girls"                   | Kylie Sonique Love | A'keria C. Davenport            | 15. srpnja 2021.   |
| 49.          | 7.           | "Show Up Queen"                                         | Trinity K. Bonet   | Jan                             | 29. srpnja 2021.   |
| 50.          | 8.           | "Snatch Game of Love"                                   | Ginger Minj        | Pandora Boxx                    | 5. kolovoza 2021.  |
| 51.          | 9.           | "Drag Tots"                                             | Ra'Jah O'Hara      | Eureka!                         | 12. kolovoza 2021. |
| 52.          | 10.          | "Rudemption Lip-Sync Smackdown"                         | —                  | —                               | 19. kolovoza 2021. |
| 53.          | 11.          | "The Charisma, Uniqueness, Nerve and Talent Monologues" | Eureka!            | Trinity K. Bonet                | 26. kolovoza 2021. |
| 54.          | 12.          | "This is Our Country"                                   | Kylie Sonique Love | Eureka!Ginger MinjRa'Jah O'Hara | 2. rujna 2021.     |

### Sedma sezona (2022.)
Sedma je sezona bila službeno potvrđena 15. veljače 2022. godine. Natjecatelji su bili predstavljeni 13. travnja 2023. godine. Ova je sezona poznata i pod naslovom All Winners (dosl. Svi pobjednici) jer su se natjecali isključivo pobjednici raznih prethodnih sezona.
Natjecale su se Raja, Jinkx Monsoon, Yvie Oddly i Jaida Essence Hall, pobjednice treće, pete, jedanaeste i dvanaeste sezone emisije RuPaul's Drag Race, pobjednice prethodnih sezona All Starsa Monét X Change, Trinity The Tuck i Shea Couleé, te The Vivienne, pobjednica prve sezone emisije RuPaul's Drag Race UK. U ovoj sezoni nije bilo eliminacija; umjesto toga, natjecatelji su pobjeđivanjem morali skupljati zvjezdice (eng. Legendary Legend Stars). Svakoga tjedna žiri je birao dvije najbolje kraljice koje su ušle u lipsync dvoboj, a pobjednica dvoboja odabrala je kraljicu koju će spriječiti od dobivanja zvjezdice u idućoj epizodi. 
U finalnoj epizodi, četvero kraljica koje su sakupile najviše zvjezdica bile su Jinkx Monsoon, Monét X Change, Trinity The Tuck i Shea Couleé. Nakon niza lipsync dvoboja, Jinkx Monsoon proglašena je pobjednicom sezone. Preostale četiri kraljice suočile su se drugom nizu lipsync dvoboja kojima je pobijedila Raja te dobila nagradu od 50 tisuća američkih dolara. 
| Br. u seriji | Br. u sezoni | Naslov                                              | Pobjeda            | Eliminacija        | Prikazivanje      |
| ------------ | ------------ | --------------------------------------------------- | ------------------ | ------------------ | ----------------- |
| 55.          | 1.           | "Legends"                                           | Shea Couleé        | Trinity The Tuck   | 20. svibnja 2022. |
| 56.          | 2.           | "Snatch Game"                                       | Jinkx Monsoon      | Shea Couleé        | 20. svibnja 2022. |
| 57.          | 3.           | "The Realness of Fortune Ball"                      | Jaida Essence Hall | Jinkx Monsoon      | 27. svibnja 2022. |
| 58.          | 4.           | "Fairytale Justice"                                 | The Vivienne       | Monét X Change     | 3. lipnja 2022.   |
| 59.          | 5.           | "Draguation Speeches"                               | Jinkx Monsoon      | The Vivienne       | 10. lipnja 2022.  |
| 60.          | 6.           | "Total Ru-quest Live"                               | The Vivienne       | Jinkx Monsoon      | 17. lipnja 2022.  |
| 61.          | 7.           | "Legendary Legend Looks"                            | Trinity The Tuck   | Yvie Oddly         | 24. lipnja 2022.  |
| 62.          | 8.           | "Santa's School for Girls"                          | Raja               | Jaida Essence Hall | 1. srpnja 2022.   |
| 63.          | 9.           | "Dance Like a Drag Queen"                           | Monét X Change     | Raja               | 8. srpnja 2022.   |
| 64.          | 10.          | "The Kennedy Davenport Center Honors Hall of Shade" | Jinkx Monsoon      | —                  | 15. srpnja 2022.  |
| 65.          | 11.          | "Drag Race Gives Back Variety Extravaganza"         | Shea Couleé        | —                  | 22. srpnja 2022.  |
| 66.          | 12.          | "Lip Sync LaLaPaRuza Smackdown"                     | Jinkx Monsoon      | Monét X Change     | 29. srpnja 2022.  |

### Osma sezona (2023.)
Osma sezona je bila službeno potvrđena 18. kolovoza 2022. godine. Natjecatelji su bili predstavljeni 20. travnja 2023. godine, a sezone se prikazivala od 12. svibnja do 21. srpnja iste godine.
U sezoni se natjecalo dvanaestero kraljica iz izvorne emisije: Jessica Wild iz druge sezone, Monica Beverly Hillz iz pete sezone, Darienne Lake iz šeste sezone, Mrs. Kasha Davis iz sedme sezone, Naysha Lopez iz osme sezone, Alexis Michelle i Jaymes Mansfield iz devete sezone, Kahanna Montrese iz jedanaeste sezone, Heidi N Closet iz dvanaeste sezone, te Kandy Muse i LaLa Ri iz trinaeste sezone. Natjecao se i Jimbo iz prve sezone kanadske verzije Drag Racea i prve sezone emisije RuPaul's Drag Race: UK vs. the World, pa je stoga ovo druga sezona All Starsa nakon sedme u kojemu se natječe kraljica koja prethodno nije sudjelovala i izvornoj američkoj emisiji. 
Emisija ponovno koristi format koje su upotrebljavale peta i šesta sezona. Novitet osme sezone bile su tzv. Fame Games (dosl Igre slave), format kroz kojeg su eliminirane kraljice dobile priliku da u popratnoj emisiji RuPaul's Drag Race All Stars: Untucked! prikažu modne kombinacije koje bi nosile na modnoj reviji da su ostale u natjecanju. Fanovi us na kraju sezone putem interneta mogli glasovati za natjecatelja koji je po njima imao najbolje modne kombinacije, a onaj s najviše glasova osvojio je titulu kraljice igra slave (eng. Queen of the Fame Games) i novčanu nagradu od 50 tisuća američkih dolara. U jedanaestoj epizodi održao se talent show u kojemu su eliminirane kraljice pobjedom mogle udvostručiti broj glasova koje su dobile od fanova. Talent show su pobijedile Jaymes Mansfield i LaLa Ri, a finalnoj epizodi bilo je objavljeno da je LaLa Ri dobila najviše glasova fanova i stoga pobijedila u igrama slave. 
Pobjednik sezone bio je Jimbo, a drugoplasirana natjecateljica bila je Kandy Muse.
| Br. u seriji | Br. u sezoni | Naslov                                   | Pobjeda                 | Eliminacija          | Prikazivanje      |
| ------------ | ------------ | ---------------------------------------- | ----------------------- | -------------------- | ----------------- |
| 67.          | 1.           | "The Fame Games"                         | Kahanna Montrese        | Monica Beverly Hillz | 12. svibnja 2023. |
| 68.          | 2.           | "It's RDR Live!"                         | Jimbo                   | Naysha Lopez         | 12. svibnja 2023. |
| 69.          | 3.           | "The Supermarket Ball"                   | Jessica Wild            | Mrs. Kasha Davis     | 19. svibnja 2023. |
| 70.          | 4.           | "Screen Queens"                          | Jimbo                   | Darienne Lake        | 26. svibnja 2023. |
| 71.          | 5.           | "Snatch Game of Love"                    | Jimbo                   | Heidi N Closet       | 2. lipnja 2023.   |
| 72.          | 6.           | "JOAN: The Unauthorized Rusical!"        | Kandy Muse              | Jaymes Mansfield     | 9. lipnja 2023.   |
| 73.          | 7.           | "Forensic Queens"                        | LaLa Ri                 | Kahanna Montrese     | 16. lipnja 2023.  |
| 74.          | 8.           | "You’re A Winner Baby!"                  | Alexis Michelle         | LaLa Ri              | 23. lipnja 2023.  |
| 75.          | 9.           | "Carson Kressley, This is Your Gay Life" | Jimbo                   | Alexis Michelle      | 30. lipnja 2023.  |
| 76.          | 10.          | "The Letter “L”"                         | Kandy Muse              | Jessica Wild         | 7. srpnja 2023.   |
| 77.          | 11.          | "The Fame Games Variety Extravaganza"    | Jaymes MansfieldLaLa Ri | —                    | 14. srpnja 2023.  |
| 78.          | 12.          | "Grand Finale"                           | Jimbo                   | Kandy Muse           | 21. srpnja 2023.  |

### Deveta sezona (2024.)
Deveta sezona bila je službeno najavljena 19. travnja 2024. godine, na dan finala šesnaeste sezone izvorne emisije RuPaul's Drag Race. Sezona je s prikazivanjem započela 17. svibnja iste godine na usluzi Paramount+.
U sezoni se natječe osmero drag kraljica iz prijašnjih sezona: Shannel iz prve sezone izvorne emisije i prve sezone All Starsa, Roxxxy Andrews iz pete sezone i druge sezone All Starsa, Vanessa Vanjie Mateo iz desete i jedanaeste sezone,	Plastique Tiara i Nina West iz jedanaeste sezone, Gottmik iz trinaeste sezone te Jorgeous i Angeria Paris VanMicheals iz četrneste sezone.
Sezona je humanitarnog karaktera, što znači da natjecatelji ne dobivaju novčane nagrade od pobjede izazova za sebe, već ih doniraju u odabrane dobrotvorne udruge. Umjesto eliminacija, pobjednica lipsync dvoboja u svakoj epizodi odabire natjecatelja koji idućoj epizodi neće dobiti bedž kao nagradu za pobjedu. Na kraju sezone, kraljice s najviše sakupljenih bedževa, tj. pobjeda, prolaze u finale i natječu se za glavnu nagradu od 200 tisuća američkih dolara koje će donirati odabranoj dobrotvornoj udruzi.
Gostujući suci sezone su Keke Palmer, Stephanie Hsu, Alec Mapa, Anitta, braća Osborne, Colton Haynes, Connie Britton, Jeremy Scott, Kristine W i Ruta Lee.
Pobjednicom sezone proglašena je Angeria Paris VanMicheals.
| Br. u seriji | Br. u sezoni | Naslov                                      | Pobjeda                      | Eliminacija                                                                                          | Prikazivanje      |
| ------------ | ------------ | ------------------------------------------- | ---------------------------- | --- | ----------------- |
| 79.          | 1.           | "Drag Queens Save the World"                | Angeria Paris VanMicheals    | Roxxxy Andrews                                                                                       | 17. svibnja 2024. |
| 80.          | 2.           | "The Paint Ball"                            | Gottmik                      | Angeria Paris VanMicheals                                                                            | 17. svibnja 2024. |
| 81.          | 3.           | "Snatch Game of Love"                       | Gottmik                      | Jorgeous                                                                                             | 24. svibnja 2024. |
| 82.          | 4.           | "Smokin' Hot Firefighter Makeovers"         | Roxxxy AndrewsVanessa Vanjie | Angeria Paris VanMicheals                                                                            | 31. svibnja 2024. |
| 83.          | 5.           | "Property Queens"                           | Roxxxy Andrews               | Gottmik                                                                                              | 7. lipnja 2024.   |
| 84.          | 6.           | "The National Drag Convention Roast"        | Angeria Paris VanMicheals    | Roxxxy Andrews                                                                                       | 14. lipnja 2024.  |
| 85.          | 7.           | "Meeting In The Ladies Room"                | Angeria Paris VanMicheals    | Gottmik                                                                                              | 21. lipnja 2024.  |
| 86.          | 8.           | "Make Your Own Kind Of Rusic"               | Roxxxy Andrews               | Angeria Paris VanMicheals                                                                            | 28. lipnja 2024.  |
| 87.          | 9.           | "Rosemarie's Baby Shower: The Rusical"      | JorgeousShannel              | — | 5. srpnja 2024.   |
| 88.          | 10.          | "Lip Sync LaLaPaRuza Smackdown"             | Roxxxy Andrews               | — | 12. srpnja 2024.  |
| 89.          | 11.          | "Grand Finale Variety Extravaganza: Part 1" | —                            | — | 19. srpnja 2024.  |
| 90.          | 12.          | "Grand Finale Variety Extravaganza: Part 2" | Angeria Paris VanMicheals    | Popis - Roxxxy Andrews - Vanessa Vanjie - Gottmik - Jorgeous - Nina West - Plastique Tiara - Shannel | 26. srpnja 2024.  |

### Deseta sezona (2025.)
Paramount+ je u travnju 2025. godine najavio da će deseta sezona s prikazivanjem započeti 9. svibnja 2025. U sezoni će se natjecati osamnaestero drag kraljica.
| Br. u seriji | Br. u sezoni | Naslov | Pobjeda | Eliminacija | Prikazivanje     |
| ------------ | ------------ | ------ | ------- | ----------- | ---------------- |
| 91.          | 1.           | "N/E"  | N/E     | N/E         | 9. svibnja 2025. |